# Basen Sierra Leone

Baseny oceaniczne Atlantyku

Basen Sierra Leone – część Oceanu Atlantyckiego, basen oceaniczny położony w jego środkowo-wschodniej części, u wybrzeży Gwinei, Sierra Leone i Gwinei Bissau, ograniczony Grzbietem Południowoatlantyckim, Grzbietem Śródatlantyckim i Wyniesieniem Sierra Leone.